# Hamlets
Hamlets (wcześniej znany jako IBM Servlet-based Content Creation Framework) jest nazwą systemu open source służącego do generowania stron internetowych pierwotnie rozwijanego przez Rene Pawlitzek-a w IBM. Autor definiuje Hamlets jako rozszerzenie Servlet-ów, które przy użyciu SAX (the Simple API for XML) wczytuje pliki szablonów XHTML zawierające prezentacje, a następnie używając małego zestawu funkcji zwrotnych, dynamicznie dodaje treść w tych miejscach szablonu, które zostały oznakowane specjalnymi znacznikami oraz identyfikatorami. Istnieje możliwość przyspieszenia działania Hamlets przy użyciu kompilatora szablonów.
Hamlets jest platformą prostą w użyciu, łatwą do zrozumienia, niewielkich rozmiarów, opartą na Servlet-ach, która ułatwia tworzenie aplikacji opartych na sieci Web. Platforma Hamlets nie tylko wspiera, ale także wymaga kompletnego odseparowania treści od prezentacji.